# Asterochiton pittospori
Asterochiton pittospori är en insektsart som beskrevs av Lionel Jack Dumbleton 1956. Asterochiton pittospori ingår i släktet Asterochiton och familjen mjöllöss. Inga underarter finns listade i Catalogue of Life.